# 2ちゃんねる (2ch.sc)
2ちゃんねる（にちゃんねる）は、2014年4月に西村博之によって開設された電子掲示板（匿名掲示板）でドメインは「2ch.sc」。呼称は「2ちゃんねる」、「2ちゃん」。
本項では原則「2ch.sc」と表記する。

## 概要
「2ch.sc」の板やインターフェイスは2ちゃんねる (2ch.net)（現・5ちゃんねる、以下「5ch.net」）のものとほとんど同一で、さらに「5ch.net」を定期的にクロールすることで書き込みなどのデータをそのままコピーしているため、「2ch.sc」を「5ch.net」のコピーサイトと評する見方もある。
「5ch.net」が2014年3月までに成功報酬型広告のブログ（以下「アフィリエイトブログ」）などを対象として「5ch.net」に書き込まれた内容の転載禁止を決定した一方で、「2ch.sc」では開設当初より「2ch.sc」に記載された内容を転載することを認めている。「5ch.net」からコピーされたレスのID末尾には.netが付与される。

## 「5ch.net」との関係
「5ch.net」は「2ch.sc」の間で情報の交換を行っていないとコメントしている。
2014年4月12日に2ch.scのサーバを管理するさくらインターネットからクローラを利用して「5ch.net」のデータをコピーしている可能性があると報じられ、同日に「5ch.net」の複数のサーバがダウンした。
これを受けて、「5ch.net」側は「2ch.sc」側からのクローラを全て遮断すると共に代わりに「転載は禁止です」とのメッセージが表出するプログラムを組んだため、「2ch.sc」に一時的に「転載は禁止です」というコメントが羅列されたと報じられている。なお、その後は「2ch.sc」に「5ch.net」の書き込みがそのまま反映されていることがわかっているが、クローラで行っているか手動で対応しているかについて「2ch.sc」からのコメントは無く、詳細は不明であるとJ-CASTニュースは報じている。
上記のような仕様から、以下のような表示が行なわれる
- 「2ch.sc」へ書き込むと「5ch.net」とのレス番のズレが生じる。
- 「2ch.sc」では、「5ch.net」からコピーされたレスのID末尾に.netと付く。

## 2ちゃんねる(2ch.sc)の板の一覧

### ベータテスト
- 運営事務所
- テスト用野原
- 広場
- be
- 新着ヘッドライン
- ニュース速報α
- 芸スポα

### 地震
- 地震headline板
- 地震速報板
- 地震があったので臨時板（臨時地震）
- 地震があったので臨時+板（臨時地震+）
- 緊急自然災害板

### be
- 面白ネタnews板
- なんでも質問板
- 朝生板

### ニュース
- 速報headline板
- 2ちゃんねるニュース速報+ナビ（2NN+）
- ビジネスnews+板
- ニュース速報+板
- アジア速報+板
- 政治ニュース+板
- SNSニュース+板
- 緊急自然災害板
- 元気ニュース+板
- 萌えニュース+板
- 芸スポ速報+板
- ほのぼのnews+板
- 痛いニュース+板
- 科学ニュース+板
- お詫び+板
- ニュース実況+板
- PINKニュース+
- ニュース速報板
- 交通情報板
- 芸能音楽速報
- アニメ漫画速報
- ゲーム速報板
- PCニュース速報板
- 私のニュース速報板
- 懐かしニュース板
- ニュース議論板
- ニュース極東板
- バカニュース板
- 社説板
- 社説+板
- WikiLeaks板

### 世界情勢
- 国際情勢板
- 戦争・国防板
- 東アジアnews+板
- イスラム情勢板
- イラク情勢板
- アフリカ情勢板
- 欧州・CIS情勢板
- ニュース国際+板
- dejima板

### 案内
- ラウンジ板
- ラウンジクラシック板
- 初心者の質問板
- PC初心者板
- 2chプロジェクト
- グッズリスト板
- ガイドライン板
- イベント企画板
- 2ch証券取引所板
- いろいろランク
- 資料室板
- 投票所板

### 運営
- 運用情報板
- 運用情報超臨時板
- 2ch規制情報板
- 2ch規制議論板
- 削除要請板
- 削除整理板
- 削除議論板
- 削除知恵袋板

### 馴れ合い
- 自己紹介板
- ほのぼの板
- 夢・独り言板
- 大規模OFF板
- 定期OFF板
- 突発OFF板

### AA
- AAサロン板
- モナー板
- ニダー板
- AA長編板
- 顔文字板

### 社会
- マスコミ板
- 少年犯罪板
- 自然災害板
- 消防救急防災板
- 男性論女性論板
- 議員・選挙板
- 政治家語録板
- 警察板
- 裁判・司法板
- 裁判員制度板
- 社会・世評板
- 環境・電力板
- エネルギー板
- 河川・ダム等板
- 運輸・交通板
- 道路・高速道路板
- 都市計画板
- 就職板
- 転職板
- ボランティア板
- 介護・福祉板
- 地方自治知事板
- ふるさと納税板
- 自衛隊板
- 郵便・郵政板
- 生涯学習板
- 通信行政板

### 会社・職業
- ベンチャー板
- 経営学板
- 店舗運営板
- 賃貸不動産板
- 公務員板
- 法律勉強相談板
- 資格全般板
- 派遣業界板
- 保険業界板
- 税金経理会計板
- 会計全般試験板
- 病院・医者板
- 医療業界板
- 光通信板
- DTP・印刷板
- アルバイト板
- 広告業界板
- 農林水産業板
- 建設住宅業界板
- 製造業界板
- 食品業界・問題板

### 裏社会
- ちくり裏事情板
- 防犯・詐欺対策板
- 架空請求被害・spam板
- 違反の潰し方板

### 地域
- 北海道
- 東北
- 北陸・甲信越
- 関東
- 東京
- 多摩
- 神奈川
- 東海
- 近畿
- 大阪
- 中国
- 四国
- 九州
- 沖縄

### 文化
- 万博・地方博板
- サブカル板
- 創作文芸板
- 創作発表板
- 詩・ポエム板
- 名言・格言板
- 映画一般・8mm板
- 映画作品・人板
- 懐かし邦画板
- 懐かし洋画板
- オカルト板
- 創作怪談板
- 超能力板
- 特撮！板
- 昭和特撮板
- 演劇・舞台役者板
- 宝塚・四季板
- 占い板
- 占術理論実践板
- 神社・仏閣板
- 美術鑑賞板
- 伝統芸能板
- 世界遺産板
- サイバーパンク板
- 皇室・王侯貴族板
- スピリチュアル板
- 映画人板

### 学問・理系
- 理系全般板
- 物理板
- 生物板
- 化学板
- 機械・工学板
- 電気・電子板
- ロボット技術板
- 情報システム板
- 情報学板
- シミュレート板
- 農学板
- 天文・気象板
- 宇宙板
- 医歯薬看護板
- 東洋医学板
- 数学板
- 土木・建築板
- 材料物性板
- 航空・船舶板
- 未来技術板
- 野生生物板
- 植物板
- 地球科学板

### 学問・文系
- 心理学板
- 言語学板
- 方言板
- 教育学板
- 社会学板
- 経済学板
- 文学板
- 詩文学板
- 日本史板
- 日本近代史板
- 世界史板
- 考古学板
- 民俗・神話学板
- 古文・漢文板
- English板
- アメリカ板
- ハングル板
- 中国板
- 台湾板
- ミャンマー板
- ヤンゴン板
- 地理・人類学板
- 地理お国自慢板
- 外国語板
- 芸術デザイン板
- 哲学板
- 法学板
- 司法試験板

### 家電製品
- 家電製品板
- ポータブルAV板
- ビデオカメラ板
- 調理家電板
- シャワートイレ板
- ソニー板
- Apple板
- 携帯・PHS板
- 携帯機種板
- スマートフォン板
- iOS板
- iOSゲーム板
- Android板
- 携帯コンテンツ板
- 携帯電話ゲー板
- スマホアプリ板
- デジタルモノ板
- カメラ板
- デジカメ板
- AV機器板
- ピュアAU板
- 電池等板

### 政治経済
- 政治板
- 外交政策板
- 交通政策板
- 経済板
- 株式板
- 株個別銘柄板
- 投資一般板
- 市況1板
- 市況2板
- 先物板
- 創価・公明板
- 共産党板
- 政治思想板
- ゴーマニズム板
- 金融板

### 食文化
- 食べ物板
- お菓子板
- ソフトドリンク板
- お茶・珈琲板
- 料理板
- 米・米加工品板
- 野菜・果物板
- きのこ板
- たけのこ板
- 調味料板
- ラーメン板
- インスタント麺板
- そば・うどん板
- おすし板
- 丼板
- カレー板
- パン板
- パスタ・ピザ板
- 焼肉板
- たこ焼き等板
- 珍味板
- グルメ外食板
- ファミレス板
- B級グルメ板
- 弁当・駅弁板
- お酒・Bar板
- ワイン板
- ビール板
- 居酒屋板
- レシピ板
- 製菓・製パン板
- 健康食・サプリ板
- ベジタリアン板

### 生活
- 生活サロン板
- 生活全般板
- その日暮らし板
- 一人暮らし板
- 田舎暮らし板
- 借金生活板
- 入院生活板
- スポーツクラブ板
- お風呂・銭湯板
- 記念日板
- 冠婚葬祭板
- 育児板
- 家具板
- DIY板
- 日記板
- 通販・買い物板
- 家電等量販店板
- 中古リサイクル板
- レンタル板
- 流行板
- Walker+板
- モデル板
- ファッション板
- 下着板
- 靴板
- 化粧板
- 美容板
- 男の美容・化粧板
- 香水芳香消臭板
- 美容整形板
- ダイエット板
- 一般海外生活板
- 北米海外生活板
- クレジット板
- ポイント・マイル板
- 30代板
- 40代板
- 50代以上板
- 60歳以上板
- 家庭板
- 掃除全般板
- 害虫害獣対策板
- 放射能板
- ドケチ板
- 懸賞板
- たばこ板
- めがね板
- マイライン板
- コンビニ板
- バーゲン板
- 文房具板
- 習い事板

### ネタ雑談
- 新シャア専用板
- 旧シャア専用板
- 電波・お花畑板
- お笑い小咄板
- 同人ノウハウ板
- 噂話板
- キャラネタ板
- なりきりネタ板
- マスコットキャラ板
- 戦時板

### カテゴリ雑談
- 恋愛サロン板
- カップル板
- ×1板
- 同性愛サロン板
- のほほんダメ板
- 無職・だめ板
- 負け組板
- ヒッキー板
- メンヘルサロン板
- 独身貴族板
- 女性板
- 独身女性限定板
- もてない女板
- 既婚女性板
- 独身男性板
- もてたい男板
- モテない男性板
- 孤独な男性板
- 既婚男性板
- リーマン板
- 大学生活板
- 大学学部・研究板
- おたく板
- 年代別板
- セピア板
- 駄洒落板
- しりとり板
- 五七五・短歌板
- アウトロー板
- 左利き板

### 実況ch
- 実況headline板
- なんでも実況S板
- なんでも実況V板
- なんでも実況J板
- なんでも実況U板
- 実況ch板
- 番組ch板
- 戦場実況板
- 現場実況板
- 選挙実況板
- 番組ch(西日本)板
- 番組ch(NHK)板
- 番組ch(教育)板
- 番組ch(NTV)板
- 番組ch(TBS)板
- 番組ch(フジ)板
- 番組ch(朝日)板
- 番組ch(TX)板
- 番組ch(MX)板
- BS実況(NHK)板
- BS実況(無料)板
- BS実況(有料)板
- スカパー実況板
- ラジオ実況板
- アニメ特撮実況板
- 議会選挙実況板
- スポーツch板
- 野球ch板
- サッカーch板
- 五輪実況(女)板
- 五輪実況(男)板
- 芸能ch板
- お祭りch板
- streaming実況板
- Anarchy実況板
- 三行実況板
- 市況1板
- 市況2板

### 受験・学校
- 教育・先生板
- 大学受験サロン板
- 大学受験板
- 学習塾・予備校板
- お受験板
- 専門学校板
- 美術系学校板
- 音楽系学校板
- 公務員試験板

### 趣味
- 趣味一般板
- 手品・曲芸板
- トランプ板
- パズル板
- ハンドクラフト板
- おもちゃ板
- ゾイド板
- 時計・小物板
- 煙草銘柄・器具板
- 刃物板
- お人形板
- 園芸板
- 犬猫大好き板
- ペット大好き板
- アクアリウム板
- 日本の淡水魚板
- 昆虫・節足動物板
- 生き物苦手板
- バイク板
- 車板
- 軽自動車板
- 車種・メーカー板
- 中古車板
- 大型・特殊車両板
- 軍事板
- 無線板
- 鉄道総合板
- 鉄道路線・車両板
- 鉄道懐かし板
- 鉄道(海外)板
- 鉄道模型板
- バス・バス路線板
- エアライン板
- 模型・プラモ板
- RC(ラジコン)板
- サバゲー板
- 花火板
- 三国志・戦国板
- 中国英雄板
- 戦国時代板
- 歴史難民板
- ダンス板
- ヨガ板
- 野鳥観察板
- コレクション板
- 写真撮影板

### スポーツ一般
- スポーツサロン板
- スポーツ板
- 懐かしスポーツ板
- スポーツ施設板
- 陸上競技板
- 体操・新体操板
- ウエイトトレ板
- 運動音痴板
- 冬スポーツ板
- スキースノボ板
- スケート板
- 水泳板
- マリンスポーツ板
- 船スポーツ板
- 空スポーツ板
- 釣り板
- バス釣り板
- 自転車板
- 乗馬・馬術板
- モータースポーツ板
- オリンピック板
- 的スポーツ板
- 公園スポーツ板
- アメスポ板
- チア板
- xsports板

### 球技
- プロ野球板
- 球界改革議論板
- 野球殿堂板
- 野球総合板
- 高校野球板板
- アンチ球団板
- 国内サッカー板
- 日本代表蹴球板
- ワールドカップ板
- 海外サッカー板
- バスケット板
- テニス板
- バレーボール板
- ラグビー板
- 卓球板
- ボウリング板
- ゴルフ板
- ビリヤード板
- その他球技板

### 格闘技
- 格闘技板
- プロレス板
- 武道・武芸板
- ボクシング板
- 相撲板
- 伝統武術板

### 旅行・外出
- 海外旅行板
- 危ない海外板
- 国内旅行板
- ホテル・旅館板
- 土産物・特産物板
- トロピカル板
- 温泉板
- 遊園地板
- 動物園・水族館板
- 博物館・美術館板
- 登山キャンプ板
- 道の駅板

### テレビ等
- テレビサロン板
- 年末年始番組板
- テレビ番組板
- 懐かしテレビ板
- テレビドラマ板
- 大河ドラマ板
- 懐かしドラマ板
- 時代劇板
- ラジオ番組板
- 懐かしラジオ板
- 海外テレビ板
- 韓流板
- ケーブル放送板
- スカパー板
- デジタル放送板
- NHK板
- 広告・CM板

### 芸能
- 芸能板
- 海外芸能人板
- アジアエンタメ板
- 懐かし芸能人板
- 男性俳優板
- 女優板
- U-15タレント板
- お笑い芸人板
- アナウンサー板
- あみ&あゆ板
- 椎名林檎板
- モ娘（羊）板
- モ娘（鳩）板
- 男性アイドル板
- 女性アイドル板
- ももクロ板
- 地下アイドル板
- ローカルアイドル板
- ジャニーズ板
- スマップ板
- ジャニーズ2板
- ジャニーズJr板

### ギャンブル
- 麻雀・他板
- パチンコサロン板
- パチンコ店情報板
- パチンコ機種等板
- スロットサロン板
- スロット店情報板
- スロット機種板
- 競馬板
- 競馬２板
- 競輪板
- 競艇板
- オートレース板
- ギャンブル板
- 宝くじ板

### ゲーム
- ゲームサロン板
- ゲーム速報板
- 家ゲー攻略板
- 家ゲACT攻略板
- 家ゲRPG攻略板
- 家ゲーRPG板
- FF・ドラクエ板
- 家ゲーSRPG板
- ロボットゲー板
- ギャルゲー板
- 女向ゲー一般板
- スポーツ・RACE板
- 歴史ゲーム板
- 音ゲー板
- 格闘ゲーム板
- シューティング板
- PCアクション板
- 東方project板
- フライトシム板
- 家庭用ゲーム板
- 家ゲーZ区分板
- レトロゲーム板
- 家ゲーレトロ板
- レトロ32bit以上板
- アーケード板
- アケゲーレトロ板
- メダル・プライズ板
- ゲーセン板
- PCゲーム板
- 同人ゲーム板
- ブラウザゲーム板
- 卓上ゲーム板
- TCG板
- 将棋・チェス板
- 囲碁・オセロ板
- クイズ雑学板
- ハード・業界板
- モンハン板
- 裏技・改造板
- ゲームキャラ板
- ゲーム音楽板
- Minecraft板

### 携帯型ゲーム
- 携帯ゲーソフト板
- 携帯ゲー攻略板
- 携帯ゲーRPG板
- ポケモン板
- Wi-Fi板
- 携帯ゲーレトロ板
- 携帯ゲーキャラ板

### ネットゲーム
- ネトゲ速報板
- ネトゲ質問板
- ネトゲ実況板
- ネトゲ実況2板
- ネトゲ実況3板
- ネトゲサロン板
- ネットゲーム板
- 大規模MMO板
- 小規模MMO板

### 漫画・小説等
- アニメ漫画速報板
- アニメサロン板
- アニメサロンex板
- アニメ板
- アニメ2板
- アニメ新作情報板
- アニメアンチ板
- 懐アニ昭和板
- 懐アニ平成板
- アニメ映画板
- アニキャラ総合板
- アニキャラ個別板
- コスプレ板
- 声優総合板
- 声優個人板
- 同人板
- 同人イベント板
- 漫画サロン板
- 漫画板
- 懐かし漫画板
- 少年漫画板
- 週刊少年漫画板
- 少女漫画板
- 4コマ漫画板
- 漫画キャラ板
- CCさくら板
- エヴァ板
- 海外アニメ漫画板
- アニメ漫画業界板
- 文芸書籍サロン板
- ライトノベル板
- ミステリー板
- SF・FT・ホラー板
- ノベルキャラ板
- 雑誌板
- 一般書籍板
- 電子書籍板
- 絵本板
- 児童書板
- イラストレーター板
- ラブライブ！板
- アイドルマスタ板

### 音楽
- 芸能文化音楽速報板
- 音楽サロン板
- 邦楽サロン板
- 邦楽板
- 邦楽男性ソロ板
- 邦楽女性ソロ板
- 邦楽グループ板
- 懐メロ邦楽板
- 演歌板
- 洋楽サロン板
- 洋楽板
- 懐メロ洋楽板
- 音楽一般板
- ビートルズ板
- ヴィジュサロン板
- ヴィジュバンド板
- DJ・クラブ板
- ディスコ板
- R&B・SOUL板
- パンク板
- HR・HM板
- HIPHOP板
- TECHNO板
- プログレ板
- ヒーリング音楽板
- ワールド音楽板
- レゲエ板
- ジャズ板
- フュージョン板
- クラシック板
- 現代音楽板
- エレクトロニカ板
- 吹奏楽板
- 合唱板
- 童謡・唱歌板
- アニソン等板
- サントラ板
- カラオケ板
- 伝説の板
- インディーズ板
- バンド板
- 楽器・作曲板
- 鍵盤楽器板
- 純邦楽板

### 心と身体
- 癒し板
- 人生相談板
- 心と宗教板
- 身体・健康板
- 自己啓発板
- マッサージ等板
- ハンディキャップ板
- 癌・腫瘍板
- 難病板
- 新型感染症板
- HIVサロン板
- アトピー板
- アレルギー板
- ハゲ・ズラ板
- 純情恋愛板
- 不倫・浮気板
- 同性愛板
- メンタルヘルス板
- 失恋板

### PC等
- PCサロン板
- PCニュース板
- Windows板
- 旧・mac板
- 新・mac板
- OS板
- デスクトップ板
- パソコン一般板
- ノートPC板
- 自作PC板
- プリンタ板
- ハードウェア板
- CD-R,DVD板
- ソフトウェア板
- モバイル板
- ビジネスsoft板
- UNIX板
- データベース板
- Linux板
- プログラマー板
- プログラム板
- CG板
- DTM板
- DTV板
- FLASH板
- ゲ製作技術板
- 昔のPC板

### ネット関係
- インターネット板
- Download板
- Web制作板
- Web収入板
- レンタル鯖板
- 自宅サーバ板
- WebProg板
- ネットワーク板
- セキュリティ板
- 通信技術板
- 仮想通貨板
- IPv6板
- ポスペ・irc板
- プロバイダー板
- ネットカフェ板
- Nifty板
- Google板
- メルマガ板
- 難民板
- 宣伝掲示板板
- ネットサービス板
- YouTube板
- 携帯動画板
- 音楽配信板
- ネットラジオ等板
- ブログ板
- ソーシャルネット板
- ネットwatch板
- ツイッター観察板
- 爆サイ板
- オークション板
- nntp板

### 雑談系2
- おいらロビー板
- ロビー板
- ●板
- なんでもあり板
- 昔板
- 厨房！板
- 最悪板
- 学歴板
- 主義・主張板
- 人権問題板
- Anarchy板
- 2ch批判要望板
- モ娘 (狼) 板
- 格付け板
- 新記録・珍記録板
- シベリア超速報板
- ニュー速VIP板
- ニュー速VIP+板
- ニュー速（嫌儲）板
- 天国板
- ニー速板
- ガチホモ板
- ふれんちふらい板
- 松本りせ板
- ごらく部板

### 大使館
- Anime & Manga
- Books
- Comics & Cartoons
- Computers
- Food
- Video Games
- Imageboard Discussion
- Foreign Language
- Lounge
- Music
- NEET
- News for VIP
- World News
- Politics
- Programming
- Revolution News
- Science & Math
- SJIS Room
- Sports
- Technology
- Television & Film

### 荒野
- 荒野ヘッドライン板
- ニュー速(Anarchy)板
- ニュース速報(杉浦綾乃)板
- Anarchy実況板
- 三行実況板
- Anarchy板
- あかり板
- 船見結衣板
- 松本りせ板
- ごらく部板
- 四字実況板
- お絵描き板

### 隔離
- MANGO板

### まちBBS
詳細はまちBBS
- まちBBS会議室
- 北海道
- 東北
- 北陸甲信越
- 関東
- 東京23区
- 東京多摩地区
- 神奈川
- 東海
- 近畿
- 大阪
- 中国
- 四国
- 九州
- 沖縄

## ツール
- 2ちゃんねる検索 - 未来検索ブラジルが提供。「2ch.sc」の創設と同時に同掲示板で利用可能。
- p2 - 未来検索ブラジルが提供。「2ch.sc」の創設と同時に同掲示板で利用可能。